# Ctenotus storri
Ctenotus storri är en ödleart som beskrevs av  Rosa Rankin 1978. Ctenotus storri ingår i släktet Ctenotus och familjen skinkar. Inga underarter finns listade i Catalogue of Life.